# 永遠 (Mr.Children單曲)
永遠（日语：／ eien）是日本搖滾樂團Mr.Children的第9首僅限配信線上發行的單曲。於2022年3月24日由Toy's Factory發行。

## 製作
本曲由小林武史參與製作，這是自2015年發行的專輯REFLECTION以來相隔約7年再度合作。櫻井和壽表示「今年是Mr.Children成立30周年，能再次與小林武史合作創作這首歌曲，對我們來說是重新審視音樂的重要時刻」。
錄製過程的部分片段收錄在精選專輯Mr.Children 2015-2021 & NOW初回生產限定盤附贈的DVDMr.Children -NOW-的紀錄片中。

## 音樂性
這首歌是一首為Netflix電影櫻のような僕の恋人所創作的抒情曲。櫻井和壽表示「這首歌中包含了一些過去遺忘的重要東西，這讓我感到與故事中的情感共鳴，並因此創作了這首歌」。

## 發行與宣傳活動
這是自前作turn over?以來相隔約一年半的再次發行的線上配信限定單曲。藝術總監由森本千繪擔任，封面照片由山田博行拍攝。同日，Mr.Children的所有歌曲在TikTok上解禁。

## 評價
音樂評論家高橋智樹認為「這首歌曲因與小林武史再次合作，讓櫻井和壽的旋律和樂隊的節奏更具鮮明的音響效果和意象，是一首凝聚了Mr.Children對流行音樂永無止境追求的名曲」。

## 排行榜成績
發行首週，這首歌獲約3.1萬次下載，並在2022年4月4日的Oricon週數位單曲榜，以及3月30日公佈的Billboard JAPAN週下載歌曲榜「Billboard Japan Download Songs」中首次登場即獲得第1名。這是自第7首僅限線上發行的單曲here comes my love以來，Mr.Children再次獲得排行榜冠軍。第二週也錄得約1.5萬次下載，並在兩大榜單中連續兩週蟬聯冠軍。